# مرک (بیرجند)
مَرَک ، روستایی است در دهستان کاهشنگ از توابع بخش مرکزی شهرستان بیرجند، واقع در استان خراسان جنوبی که بر اساس سرشماری عمومی نفوس و مسکن در سال ۱۳۹۵ مرکز آمار ایران، جمعیت آن ۵۶۹ نفر (در ۱۵۱ خانوار) بوده است. مرکز دهستان کاهشنگ و فاصله تا مرکز استان ۲۲ کیلومتر بوده و دارای امکاناتی از قبیل مرکز بهداشت، مدرسه دبستان و راهنمایی، پاسگاه انتظامی، نانوایی و مخابرات می‌باشد و مهم‌ترین محصولات آن شلغم، زرشک، گندم و جو بوده و شغل اکثر مردم کشاورزی و دامداری می‌باشد و از نیروی کار فوق‌العاده آقا و خانم بهره‌مند بوده به حدی که خدا را شکر درصد بیکاری در این روستا خیلی پایین می‌باشد.